# Santa Cecília (Paraíba)
Santa Cecília é um município brasileiro do estado da Paraíba. De acordo com o IBGE (Instituto Brasileiro de Geografia e Estatística), no ano de 2021 sua população foi estimada em  6 526 habitantes. Área territorial de 217,577 km².

## Geografia
Com uma área total de 217,577 km², o município está incluído na área geográfica de abrangência do semiárido brasileiro, definida pelo Ministério da Integração Nacional em 2005.  Esta delimitação tem como critérios o índice pluviométrico, o índice de aridez e o risco de seca. O município é delimitado ao norte pelo Rio Paraíba e ao leste e oeste por seus afluentes.